# Phaeosphaeria
Phaeosphaeria I. Miyake – rodzaj grzybów z klasy Dothideomycetes. Są pasożytami, głównie zbóż, traw i turzyc. Niektóre gatunki wywołują choroby roślin uprawnych. Część gatunków jest polifagami, niektóre to wyspecjalizowane monofagi.

## Morfologia
Grzyby mikroskopijne. Askokarpy rozrzucone lub w skupiskach, zazwyczaj zagłębione w tkankach żywiciela, kuliste lub spłaszczone, nagie, rzadko owłosione. Zbudowane są z wielokątnych, brązowych komórek tworzących kilka warstw. Ostiole zazwyczaj bez peryfiz. Worki dwutunikowe, małoliczne, wyrastające z podstawy askokarpu, cylindryczne lub jajowate, 8-zarodnikowe. Askospory wąsko lub szeroko wrzecionowate, proste, lub nieco zakrzywione, z 3 lub więcej poprzecznymi przegrodami, o barwie od żółtej do brązowej, z gutulą lub bez. Anamorfa tworzy pyknidia.

## Systematyka i nazewnictwo
Pozycja w klasyfikacji według Index Fungorum: Phaeosphaeriaceae, Pleosporales, Pleosporomycetidae, Dothideomycetes, Pezizomycotina, Ascomycota, Fungi.
Synonimy: Leptosphaerella (Sacc.) Hara, Leptosphaeria sect. Leptosphaerella Sacc., Trematosphaerella Kirschst.
Gatunki występujące w Polsce:
- Phaeosphaeria caricis (J. Schröt.) Leuchtm. 1984
- Phaeosphaeria culmorum (Auersw.) Leuchtm. 1984
- Phaeosphaeria epicalamia (Riess) L. Holm 1957
- Phaeosphaeria eustoma (Fuckel) L. Holm 1957
- Phaeosphaeria fuckelii (Niessl) L. Holm 1957
- Phaeosphaeria graminis (Fuckel) L. Holm 1957
- Phaeosphaeria herpotrichoides (De Not.) L. Holm 1957
- Phaeosphaeria juncina (Auersw.) L. Holm 1957
- Phaeosphaeria luctuosa (Niessl ex Sacc.) Y. Otani & Mikawa 1971
- Phaeosphaeria lycopodina (Mont.) Hedjar. 1969
- Phaeosphaeria microscopica (P. Karst.) O.E. Erikss. 1967
- Phaeosphaeria nigrans (Roberge ex Desm.) L. Holm 1957
- Phaeosphaeria nodorum (E. Müll.) Hedjar. 1969
- Phaeosphaeria norfolcia (Cooke) Leuchtm. 1984
- Phaeosphaeria parvula (Niessl) Leuchtm. 1984
- Phaeosphaeria phragmiticola Leuchtm. 1984
- Phaeosphaeria silenes-acaulis (De Not.) L. Holm 1957
- Phaeosphaeria sparsa (Fuckel) Shoemaker & C.E. Babc. 1989
- Phaeosphaeria tofieldiae (E. Müll.) Leuchtm. 1984
- Phaeosphaeria vagans (Niessl) O.E. Erikss. 1967

Nazwy naukowe na podstawie Index Fungorum. Wykaz gatunków występujących w Polsce według Mułenki i in.